# Luigi Abbate
Luigi Abbate (* 21. Oktober 1958 in Bergamo) ist ein italienischer Komponist und Musikpädagoge.

## Leben
Luigi Abbate erhielt 1982 sein Klavierdiplom nach einem Studium am Konservatorium Giuseppe Verdi Mailand. Danach studierte er dort Komposition bei Vittorio Fellegara (1927–2011) und Azio Corghi und erwarb 1986 sein Diplom. In Mailand besucht er auch Kurse in Musikanalyse, Orchesterdirigieren und Musikwissenschaft. An der staatlichen Universität studierte er daneben Literatur. Er perfektionierte seine Kenntnisse bei Kursen in Villeneuve-lès-Avignon. In Szombathely besuchte er einen Kompositionsmeisterkurs bei György Ligeti. Er begann ein Studium im neuen Fachbereich Musikinformatik. Dank eines Stipendiums der französischen Regierung studierte er 1992 in Paris am Institut Les Ateliers Upic und belegte 1995 einen Kompositionssommerkurs bei IRCAM. Wichtig für sein kompositorisches Schaffen waren die Begegnungen mit Ligeti, Iannis Xenakis in Paris und die Musik Goffredo Petrassis. Nach dem Klavierdiplom arbeitete er in leitender Funktion mit verschiedenen Kammerensembles. 1987 arbeitete er als Pianist mit dem Teatro alla Scala zusammen. Mit seinen Kompositionen nahm er mit Erfolg als Gewinner und Finalteilnehmer bei verschiedenen Kompositionswettbewerben teil, darunter die Gaudeamus Musicweek Amsterdam und der Premio Ancona, der Internationale Kompositionswettbewerb Alea III in Boston, der Wettbewerb „G. Contilli“ Messina, Ulivo d’oro” Imperia und bei ENDAS in Perugia. Seine Werke wurden bei verschiedenen Festivals von diversen Ensembles aufgeführt. Darunter befinden sich die Sendai International Music Competion SIMC, das Orchestra Sinfonica Siciliana, das Festival „Niewe Muziek“ Middelburg, die Camerata Casella, die Rive Gauche Concerti in Turin, Musica 900 Trento, das Nuove Sincronie Festival in Mailand, der Biennale di Nuova Musica Tel Aviv, die Maison de la Poesie Parigi, die Amici della Musica Cagliari, das Festival di Musica Contemporanea dell’Avana, die Schlagzeuger des Teatro alla Scala und das Orchestra ORT Firenze, das Orchestra Sinfonica G. Verdi Milan. Nach der Auszeichnung für seine Oper Il sesto cerchio beim Kompositionswettbewerb der Casinos Austria 1995 erhielt er Kompositionsaufträge von der Settimane Musicali Internazionali di Stresa e del Lago Maggiore, vom Centre de Création Musicale Iannis Xenakis CCMIX Paris und den Neuen Vocalsolisten Stuttgart.
Seit 1984 arbeitet er auch als Musikjournalist und Musikkritiker. Er gestaltete Konzertprogramme und Booklets für CDs. So schreibt er Artikel über zeitgenössische Musik bei der Musikzeitschrift Amadeus. Er unterrichtete als Kompositionsdozent an den Konservatorien von Mantua, Brescia und Turin. Seit 1989 unterrichtet er am Conservatorio Arrigo Boito di Parma. Hier gibt Kurse im Fachbereich Komposition wie Grundlagen des Komponierens, Harmonielehre, Kontrapunkt und Instrumentierung. Von 1996 bis 2003 wurde er als von der Musikabteilung des Instituto Superior de Arte in Havanna als Dozent für Komposition und Kammermusik eingeladen. Des Weiteren unterrichtete er an der Rubin Academy of Music in Jerusalem und der Sibelius-Akademie. 2019 hielt er Meisterkurse an der Escola Superior de Música de Lisboa. Seit 1997 besetzte er die Funktion des Vorsitzenden verschiedener Prüfungskommissionen an mehreren Konservatorien in Italien.

## Werke (Auswahl)
- Lembi, drei Stücke für zwei Klaviere, komponiert 1984 OCLC 837154387
- …Dallo scuro latente für Orchester, komponiert 1985/86, publiziert bei Schott
- Wilde Jagd für Klarinett, Violoncello und Klavier, komponiert 1987 OCLC 36952755
- Eremo für Frauenstimme und sieben Spieler, Text: „Arrasta“ der portugiesischen Schriftstellerin Salette Tavares (1922–1994), 1988 OCLC 732220151
- Fuggiasco, sechs Studien für drei Ausführende, für Flöte (Bassflöte), E♭-Altklarinette (Bb-Bassklarinette) und Klavier, 1991, publiziert in der Edizioni Suvini Zerboni OCLC 693808026
- Un secondo fuggiasco, sechs Studien für drei Ausführende, für Flöte (Bassflöte), E♭-Altklarinette (Bb-Bassklarinette) und Klavier, 1991/92, publiziert in der Edizioni Suvini Zerboni 1993 OCLC 747768924

- Il sesto cerchio, Oper Drama musicale in sei atti [Musikalisches Drama in sechs Teilen], Libretto: Sandro Bajini (* 1928) nach einer Erzählung von Anton Tschechow, komponiert 1994, publiziert bei Ricordi, 1995. Für das Werk wurde Abbate beim Wiener Internationalen Kompositionswettberbs unter der künstlerischen Leitung Claudio Abbados ein erster Preis verliehen.[2][3][4] RISM ID: 850816481
- Swallows für Klarinette solo

Seine Werke werden bei Casa Ricordi und in der Edizioni Suvini Zerboni in Mailand publiziert.